# Вителии
Вителиите (на латински: Vitelii или Gens Vitellia) са римска фамилия. Името Vitellius е образувано от умалителната форма (диминутив) на когномен Vitulus. В надписи се среща и името Vitullius.
Членове на фамилията:
- Публий Вителий Стари, квестор, конник от Луцерия, дядо на император Авъл Вителий
- Авъл Вителий, консул 32 г.
- Публий Вителий, претор, проконсул на Витиния
- Квинт Вителий, квестор, prefectus aerarii militaris
- Луций Вителий, сенатор и три пъти консул, баща на император Вителий
- Авъл Вителий, император през 69 г., годината на четиримата императори
- Авъл Вителий Младши, син на император Вителий
- Вителий Петрониан, син на император Вителий
- Вителия, дъщеря на император Вителий